# مارثا نيل سميث
مارثا نيل سميث (بالإنجليزية: Martha Nell Smith)‏ هي صحفية أمريكية، ولدت في 1953.